# Episparis brunoi
Episparis brunoi är en fjärilsart som beskrevs av Jean Pelletier 1982. Episparis brunoi ingår i släktet Episparis och familjen nattflyn. Inga underarter finns listade i Catalogue of Life.